# Ingo Metzmacher

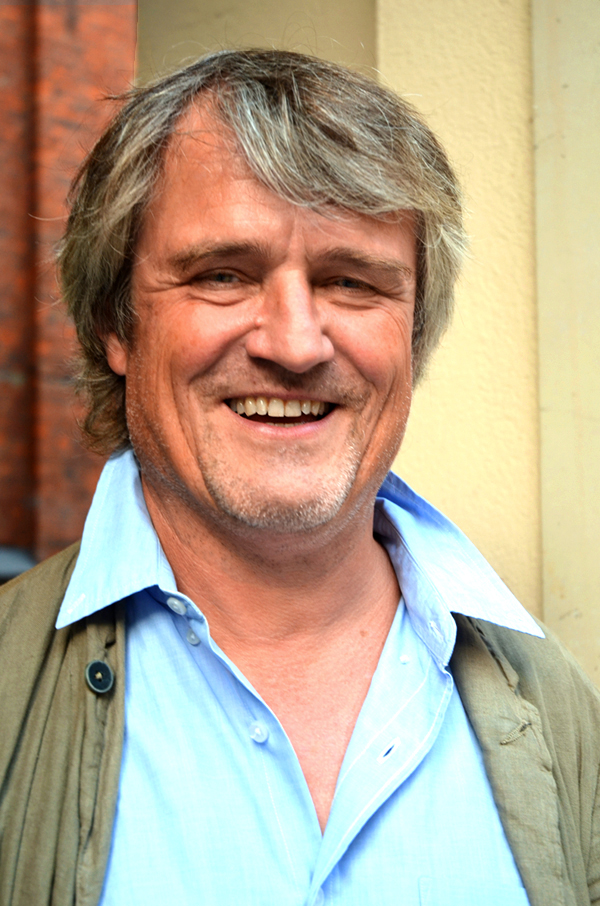
Ingo Metzmacher;
2018 vor der Cumberlandschen Galerie beim Stadtgespräch vom Freundeskreis Hannover

Ingo Metzmacher (* 10. November 1957 in Hannover) ist ein deutscher Dirigent.

## Leben und Werk
Ingo Metzmacher ist der Sohn des Cellisten Rudolf Metzmacher und der Biologin Dr. Lore Schoen. Er studierte Klavier, Musiktheorie und Dirigieren in seiner Heimatstadt Hannover sowie in Köln und Salzburg. 1980 fand er sein erstes festes Engagement beim Ensemble Modern, wo er zunächst als Pianist und ab 1985 als Dirigent tätig war. Von 1985 bis 1987 war er Korrepetitor unter Michael Gielen an der Oper Frankfurt und gab dort 1987 sein Debüt als Operndirigent mit Mozarts Le Nozze di Figaro. Seine internationale Karriere begann 1988 während der Ära von Gerard Mortier am Brüsseler Opernhaus La Monnaie, als er kurzfristig die Premiere einer Neuproduktion von Franz Schrekers Der ferne Klang übernahm.
Von 1997 bis 2005 war Ingo Metzmacher Generalmusikdirektor der Hamburgischen Staatsoper, wo er zahlreiche international beachtete Aufführungen leitete, darunter viele in Zusammenarbeit mit dem Regisseur Peter Konwitschny. Zu seinen größten Erfolgen gehören Lohengrin, Wozzeck, Der Freischütz, Don Carlos sowie Moses und Aron. Die Zeitschrift Opernwelt kürte das Hamburger Haus im Jahr 2005 zum Opernhaus des Jahres.
Von 2005 bis 2008 war er als Chefdirigent an der Niederländischen Nationaloper in Amsterdam tätig. Zu den besonderen Verdiensten seines dortigen Wirkens zählen die Aufführungen von Die Bassariden in der Regie von Peter Stein, Die tote Stadt und Die Gezeichneten mit dem Concertgebouw-Orchester sowie der Da-Ponte-Zyklus mit dem Regieteam Jossi Wieler und Sergio Morabito.
2007 wurde er Chefdirigent und Künstlerischer Leiter des Deutschen Symphonie-Orchesters Berlin, das er in diesen Positionen bis 2010 leitete. Mit dem Orchester unternahm er verschiedene Tourneen in  Europa und Südostasien und gründete die Konzertreihe Casual Concerts.
Seit Beginn seiner Karriere setzt sich Ingo Metzmacher für die Musik vor allem des 20. und 21. Jahrhunderts ein. Zu seiner umfangreichen Diskografie gehören die Veröffentlichungen der Uraufführung von Hans Werner Henzes 9. Sinfonie mit den Berliner Philharmonikern, die Hamburger Silvesterkonzerte von 1999 bis 2004 unter dem Titel Who is Afraid of 20th Century Music, die Gesamteinspielung der Sinfonien von Karl Amadeus Hartmann mit den Bamberger Symphonikern, Olivier Messiaens Eclairs sur l'Au-delà… mit den Wiener Philharmonikern sowie Livemitschnitte von Dmitri Schostakowitschs Lady Macbeth von Mzensk aus der Wiener Staatsoper und Luigi Nonos Prometeo bei den Salzburger Festspielen.
Er ist regelmäßiger Gast bei den weltweit bedeutenden Opernhäusern, unter anderem am  Royal Opera House Covent Garden (The Rake’s Progress, Die tote Stadt, Die Nase), dem Opernhaus Zürich (Königskinder, Tristan und Isolde, Der ferne Klang, Tannhäuser, Aus einem Totenhaus, Die Nase, Palestrina), der Mailänder Scala (Die Soldaten, Wozzeck), Teatro Real in Madrid (Il prigioniero, Suor Angelica), der Wiener Staatsoper (Lady Macbeth von Mzensk, Parsifal, Aufstieg und Fall der Stadt Mahagonny, Jenufa), der Berliner Staatsoper (The Rake’s Progress, Al gran sole carico d’amore, Ariadne auf Naxos) und der Pariser Oper (Capriccio).
Bei den Salzburger Festspielen dirigierte Ingo Metzmacher unter anderem die Uraufführung von Wolfgang Rihms Oper Dionysos (2010) sowie Musiktheaterwerke von Luigi Nono (Al gran sole carico d’amore, 2009), Bernd Alois Zimmermann (Die Soldaten, 2012), Harrison Birtwistle (Gawain, 2013), Franz Schubert (Fierrabras, 2014),  Wolfgang Rihm (Die Eroberung von Mexico, 2015) und George Enescu (Oedipe, 2019). 2013 dirigierte er zum ersten Mal Wagners Ring des Nibelungen an der Genfer Oper.
Zudem gibt Ingo Metzmacher regelmäßig Konzerte mit führenden Orchestern. Er dirigierte unter anderem die Berliner Philharmoniker und die Wiener Philharmoniker, das Concertgebouw-Orchester, das Chicago Symphony Orchestra, das Gewandhausorchester Leipzig, die Tschechische Philharmonie, das Russische Nationalorchester, die Sankt Petersburger Philharmoniker, das BBC Symphony Orchestra, das Orchestre de Paris, die Wiener Symphoniker,  die Bamberger Symphoniker, das SWR Sinfonieorchester Baden-Baden und Freiburg und das Neue Philharmonieorchester Japan.
Ein Plädoyer für wegweisende moderne Komponisten wie Charles Ives, Olivier Messiaen, Arnold Schönberg, Edgard Varèse, Karlheinz Stockhausen und John Cage stellt sein Buch Keine Angst vor neuen Tönen dar (Rowohlt, 2005). Ein Buch zum Thema Oper mit dem Titel Vorhang auf! Oper entdecken und erleben erschien im Oktober 2009 ebenfalls bei Rowohlt.
Seit 2016 ist er Intendant der KunstFestSpiele Herrenhausen in Hannover. Sein Engagement endet im Juni 2025.

## Schriften
- Keine Angst vor neuen Tönen. Eine Reise in die Welt der Musik 4. Auflage, Rowohlt, Berlin 2005, 190 S., ISBN 3-87134-478-8.
- Vorhang auf! Oper entdecken und erleben (Memento vom 14. Februar 2017 im Internet Archive). Rowohlt, Berlin 2009, 222 S., ISBN 978-3-87134-576-0

## Filme
- Ingo Metzmacher – Ein deutscher Dirigent. Dokumentarfilm, Deutschland, 2010, 52 Min., Regie: Sigrun Matthiesen, Produktion: ZDF, Erstsendung, 21. März 2011, Inhaltsangabe von arte.
- Vom Stadion aufs Podium – Ingo Metzmacher bei der Probe, Deutschland 2003, 41 min, Regie: Holger Preuße, Kamera: Svea Andersson, Ton: Anke Möller, Produktion: ZDF/ARTE

## Auszeichnungen und Ehrungen
- 1993: Grammy Awards, Nominierung für Beste Orchesteraufnahme für Ives: A Portrait of Charles Ives (gemeinsam mit Ensemble Modern)
- 1996: Preis der Deutschen Schallplattenkritik für Luigi Nonos Prometeo (gemeinsam mit Ingrid Ade-Jesemann, Monika Bair-Ivenz, Peter Hall, Solistenchor Freiburg und Ensemble Modern)
- 1996: ECHO Klassik in der Kategorie Einspielung des Jahres mit Musik des 20. Jahrhunderts (gemeinsam mit Sarah Leonard, Cornelia Kallisch, Thomas Randle, Udo Samel, Männerchor der Bamberger Symphoniker und Bamberger Symphoniker)
- 1998: Preis der Deutschen Schallplattenkritik für Karls Amadeus Hartmanns Symphonien (gemeinsam mit Bamberger Symphoniker)
- 1998: ECHO Klassik in der Kategorie Dirigent des Jahres
- 1998: Opernwelt, Dirigent des Jahres
- 1999: Niedersachsenpreis für Kultur
- 2000: ECHO Klassik in der Kategorie Sinfonische Einspielung des Jahres für The Millennium Concert (gemeinsam mit Philharmonisches Staatsorchester Hamburg)
- 2001: Grammy Awards, Nominierung für Beste Opernaufnahme für Alban Bergs Wozzeck (gemeinsam mit Bo Skovhus, Angela Denoke, Frode Olsen, Chris Merritt, Jan Blinkhof, Jürgen Sacher, Chor der Hamburgischen Staatsoper und Philharmonisches Staatsorchester Hamburg)
- 2009: Praetorius Musikpreis des Landes Niedersachsen
- 2010: Opernwelt, Dirigent des Jahres
- 2010: Grammy Awards, Nominierung für Beste Opernaufnahme für Messiaens Saint François d'Assise (gemeinsam mit Camilla Tilling, Rod Gilfry, Hubert Delamboye, Henk Neven, Tom Randle, Donald Kaasch, Armand Arapian, Chor der Niederländischen Oper und Philharmonisches Orchester Den Haag)
- 2013: International Opera Awards, Nominierung als bester Dirigent
- 2017: International Opera Awards, Nominierung als bester Dirigent